# Kritičko čitanje
Kritičko čitanje oblik je jezične analize koji propituje postavljene tvrdnje, potporne točke i moguće protuargumente. Sastavni dio kritičkog čitanja je sposobnost reinterpretacije i rekonstrukcije radi bolje jasnoće i čitljivosti pročitanog sadržaja. Identifikacija mogućih nejasnoća i nedostataka u autorovu rasuđivanju, uz sposobnost opsežne obrade pročitanoga važna je za ovaj proces. Kritičko čitanje, slično akademskom pisanju, zahtijeva povezivanje dokaznih točaka s odgovarajućim argumentima.
Kao što priznaju mnogi znanstvenici i rječnici,

„…priča ima onoliko verzija koliko ima čitatelja. Svatko uzima ono što hoće i izmjenjuje ih po svojoj mjeri. Netko uzima samo dio priče dok ostatak odbacuje, neki ju iscrpljuju kroz svoju mrežu predrasuda dok je neki boje svojim vlastitim užitkom.”
— John Steinbeck, The Winter of Our Discontent (1961.)
Ne postoji jednostavan odnos između tih razina. Kao „hermetički krug”, razumijevanje pojedinih riječi ovisi o razumijevanju teksta kao cjeline (kao i kulture u kojoj je tekst proizveden) i obratno: tekst se ne može razumjeti ako se ne razumiju riječi unutar teksta.
Kritičko čitanje danog teksta podrazumijeva kritičko ispitivanje pojmova koji se koriste, kao i čvrstoće argumenata, vrijednosti i relevantnosti pretpostavki i tradicija na kojima se tekst zasniva. 
„Čitanje između redaka” je sposobnost otkrivanja relevantnih poruka i pristranosti.

## Simptomatsko čitanje
Thurston (1993., str. 638) uvodi koncept „simptomatskog čitanja”, koje se koristi u književnoj kritici kao sredstvo analize prisustva ideologije u književnim tekstovima. Francuski marksistički filozofi Louis Althusser i Etienne Balibar razvijaju tehniku simptomatskog čitanja u djelu Reading Capital. Dorfman i Mattelart kasnije koriste simptomatsko čitanje kao sredstvo analize prisutnosti imperijalističke ideologije u Disneyjevim slikovnicama.

## Međusobna priroda čitanja i pisanja
Pri čitanju treba tražiti informacije i suočiti se s različitim pogledima koji potiču ili prisiljavaju na razmatranje vlastitog gledišta. U tom procesu, čitatelj se pretvara u „pisca”, bez obzira na to piše ili objavljuje vlastite ideje.
Čitanje i pisanje međuovisni su procesi: čitanje je aktivan proces i najbolji način učenja kritičkog čitanja je vježbanjem akademskog pisanja.
Bazerman (1994.) piše o aktivnoj ulozi čitatelja i primjedbe (str. 23): „Lijek za stvarnu dosadu je pronalaženje naprednije knjige o temi, jedini lijek za pseudo-dosadu je potpuna uključenost u knjigu pred sobom”. Bazermanova knjiga koristi se teorijskim znanjima znanstvenih istraživanja, dokumenata i njihovih sastava. Na primjer, šesto poglavlje govori o „Prepoznavanju brojnih glasova unutar teksta”.  Dani savjeti temeljenu su na tekstovnoj teoriji (Mikhail Bakhtin i Julia Kristeva). Osmo poglavlje nazvano je „Procjena knjige kao cjeline: Pregled knjige”, a prvi naslov je „knjige kao alat”.

## Epistemološka pitanja
Kritičko čitanje uglavnom se odnosi na epistemološka pitanja. Hermeneutika (npr. inačica koju je razvio Hans-Georg Gadamer) prikazuje da način čitanja i tumačenja tekstova ovisi o našem „predrazumijevanju” i „predrasudama”. Ljudsko znanje uvijek je interpretativno pojašnjenje svijeta, a ne čista teorija. Hermeneutika se stoga može shvatiti kao teorija o kritičkom čitanju. Ovo polje je do nedavno bilo povezano s humanističkim znanostima, a ne znanošću. Situacija se promijenila kada je Thomas Samuel Kuhn objavio svoju knjigu  Struktura znanstvenih revolucija (1962.), koja se može smatrati hermeneutskim tumačenjem znanosti jer zamišlja znanstvenike pod kontrolom pretpostavki koje su povijesno ugrađene i jezične paradigme koje usmjeravaju konceptualizaciju te istraživanja njihovih studija. Znanstvene revolucije impliciraju da jedna paradigma zamjenjuje drugu i uvodi novi skup teorija, pristupa i definicija. Prema Mallery; Hurwitz i Duffy (1992.) pojam paradigme usmjerenoj na znanstvenoj zajednici je analogna Gadamerovom pojmu lingvistički kodirane društvene tradicije. Na taj način hermeneutika izaziva pozitivizam da znanost može prikupiti objektivne činjenice. Promatranja se stvaraju na pozadini teorijskih pretpostavki: ovisne su o teoriji. 
Zaključno, kritičko čitanje nije nešto što svaki učenjak može činiti. Način na koji čitamo djelomično određuje intelektualne tradicije koje su oblikovale naša uvjerenja i razmišljanja. Općenito se čitaju radove unutar vlastite kulture ili tradicije manje kritički u odnosu na čitanje radova iz drugih tradicija ili „paradigmi”.

## Također pogledajte
- Egzegeza
- Hermeneutika

## Vanjske poveznice
- Dorfman, Ariel. Blurb introducing "How to read Donald Duck":
- Lye, John (1997). CRITICAL READING: A GUIDE
- What Is Critical Reading?